# Phyllophora keyica
Phyllophora keyica är en insektsart som beskrevs av Brunner von Wattenwyl 1898. Phyllophora keyica ingår i släktet Phyllophora och familjen vårtbitare. Inga underarter finns listade i Catalogue of Life.